# 黒木陽人
黒木 陽人（くろき はると、2月4日 - ）は、日本の元男性声優。埼玉県出身。かつては賢プロダクションに所属していた。

## 略歴
声優を目指したきっかけは、小さい頃から『機動戦士ガンダム』が大好きで「いつか自分もガンダムに乗る」という思いがあり、そのためにはキャラクターを演じる人にならなければならないと思ったため。
スクールデュオを経て2019年4月5日より賢プロダクションに所属。『Readyyy!』の共演者である澤田龍一は賢プロダクションの同期である。
2021年8月15日YouTube 『ねろくろ』開設。
2023年2月11日Twitch 『ねろくろ（nerokuro93』開設。
2024年3月末で声優業を廃業したことを自身のX（旧Twitter）で発表した。

## 人物
趣味・特技は剣道、家事、軟式テニス、映画鑑賞、読書、ドライブ、旅行、ビリヤード。得意料理はハンバーグ。好きな食べ物はハンバーグ、すき焼き。
Just 4Uのメンバーからは動物に例えると「わんこ」と言われている。
ゲーム好きで同じく共演者である美藤大樹と通話しながら対戦をすることがある。

## 出演
太字はメインキャラクター。

### テレビアニメ
2019年
- あんさんぶるスターズ!（男子生徒）

2020年
- 僕のヒーローアカデミア（男子生徒）
- ちはやふる3（生徒）
- シャドウバース（プレイヤー）

2021年
- 進撃の巨人（マーレ兵）

2022年
- もっと!まじめにふまじめ かいけつゾロリ（昆虫人A）

2023年
- 不滅のあなたへ（レンリル市民兵）
- 呪術廻戦 懐玉・玉折/渋谷事変（一般人）

2024年
- 株式会社マジルミエ（通行人A）

### 劇場アニメ
- 僕のヒーローアカデミア THE MOVIE ヒーローズ:ライジング（2019年）

### ゲーム
- Readyyy!（2019年、明石達真）
- 誰ガ為のアルケミスト（2019年、ジーノ）
- グランドサマナーズ（2019年、アルズ）

### 吹き替え

#### アニメ
- マスターオブスキル For the GLORY（2023年、王禹[10]）

### ラジオ
※はインターネット配信。
- Readyyy! Ohhh!（2019年、音泉※）第2期MC

### その他コンテンツ
- さそり座ツアー〜アンタレスに突入せよ！〜（2019年、ヒカル）
- TikTokゲームラボ

## ディスコグラフィ

### キャラクターソング
| 発売日   | 商品名                        | 歌 | 楽曲                                                      | 備考                      |
| 2018年   | 2018年                        | 2018年 | 2018年                                                    | 2018年                    |
| -------- | ----------------------------- | --- | --------------------------------------------------------- | ------------------------- |
| 4月14日  | Readyyy! Project              | Just 4U | 「大胆不敵に恋したい」                                    | ゲーム『Readyyy!』関連曲  |
| 6月3日   | Readyyy! Project 第2弾        | Just 4U | 「 DOKI DOKI」                                            | ゲーム『Readyyy!』関連曲  |
| 9月22日  | Readyyy! Project 第3弾        | Just 4U | 「Four JUMP」                                             | ゲーム『Readyyy!』関連曲  |
| 2019年   |                               | |                                                           |                           |
| 3月27日  | Readyyy! Selections           | SP!CA、摩天ロケット、Just 4U、RayGlanZ、La-Veritta | 「Special Medley」                                        | ゲーム『Readyyy!』関連曲  |
| 8月17日  | Readyyy! 第4弾                | Just 4U | 「特別すぎる関係」 「nineteen! feat.Just 4U -short ver-」 | ゲーム『Readyyy!』関連曲  |
| 2021年   |                               | |                                                           |                           |
| 12月22日 | Readyyy! 第5弾                | Just 4U | 「Style」                                                 | ゲーム『Readyyy!』関連曲  |
| 12月22日 | RE:motion                     | SP!CA、摩天ロケット、Just 4U、RayGlanZ、La-Veritta | 「RE:motion」                                             | ゲーム『Readyyy!』関連曲  |
| 2022年   |                               | |                                                           |                           |
| 6月22日  | Readyyy! T.O.P Idol SHOW!! EP | Team Iris (清水弦心（CV: 田中文哉）, 伊勢谷全（CV: 大町知広）, 藤原蒼志（CV: 澤田龍一）, 紺野梓（CV: 遠藤淳）, 明石達真（CV: 黒木陽人）, 五十嵐比呂（CV: 小宮逸人）) | ｢One」                                                    | ゲーム『Readyyy!』関連曲  |
| 2023年   |                               | |                                                           |                           |
| 7月30日  | Are you Readyyy？             | SP!CA、摩天ロケット、Just 4U、RayGlanZ、La-Veritta | 「Are you Readyyy？」                                     | ゲーム『Readyyy！』関連曲 |

## ライブ・イベント

### 合同ライブ
| 出演日             | タイトル                                                                               | 会場                             |
| ------------------ | -------------------------------------------------------------------------------------- | -------------------------------- |
| 2018年2月14日      | 『Readyyy!』プロジェクト2月14日制作発表vol.1                                           | 六本木ニコファーレ（東京都）     |
| 2018年3月14日      | 『Readyyy!』プロジェクト3月14日制作発表Vol.2                                           | 六本木ニコファーレ（東京都）     |
| 2018年4月14日      | 【セガフェス2018】『Readyyy!』ゴー☆ルドステージ Vol.0 〜僕ら、本格始動します！〜       | ベルサール秋葉原（東京都）       |
| 2018年4月28日      | 『Readyyy!』ゴー☆ルドステージ Vol.1 〜僕ら、明日に向かって歌います！〜                 | 原宿クエストホール（東京都）     |
| 2018年5月13日      | 『Readyyy!』ゴー☆ルドステージ Vol.2 〜僕ら、晴れやかにおもてなしします！〜             | よみうりホール（東京都）         |
| 2018年6月3日       | 『Readyyy!』ゴー☆ルドステージ Vol.3 〜僕ら、雨ニモマケズおもてなしします！〜           | よみうりホール（東京都）         |
| 2018年7月16日      | 『Readyyy!』ゴー☆ルドステージ Vol.4 〜僕ら、夏の太陽より熱くおもてなしします！〜       | よみうりホール（東京都）         |
| 2018年7月21日      | 『Readyyy!』ゴー☆ルドステージ Vol.4.5 〜僕ら、池袋で2日間おもてなしします！〜          | セガ池袋GiGO 7F（東京都）        |
| 2018年8月26日      | 『Readyyy!』ゴー☆ルドステージ Vol.5 〜僕ら、夜空の花火よりも盛大におもてなしします！〜 | よみうりホール（東京都）         |
| 2019年5月11日      | Readyyy! Happyyy! Partyyy! 2019                                                        | 日本消防会館（東京都）           |
| 2019年8月14日      | ディアプロ夏祭り〜OTODAMA de ソイヤ！〜                                                | OTODAMA SEA STUDIO（神奈川県）   |
| 2020年2月8日       | Readyyy! 2nd anniversary LIVE "THE NEW MOMENT"                                         | 恵比寿 The Garden Hall（東京都） |
| 2021年3月13日,14日 | Readyyy! 3rd anniversary Live "LINK THE MOMENT"                                        | Yokohama 1000 CLUB（神奈川県）   |
| 2022年2月13日      | Readyyy! 4th Anniversary Live "Twinkle of Protostars"                                  | 豊洲ピット（東京都）             |

### イベント
- 東京ゲームショウ2018 セガゲームス特設ステージ（2018年9月22日、幕張メッセ）
- Readyyy!1周年ファンミーティング 中のひと祭り！（2019年2月9日、秋葉原UDXシアター）
- 『なりゆきNIGHT』ファンミーティング第9夜（2019年3月17日）ゲスト出演
- Readyyy!「Selections」CD発売記念インストアイベント（2019年3月21日、アニメイト大阪日本橋）
- カラオケパーティーの鉄人 うちわでReadyyy! GO!(2019年3月30日、カラオケの鉄人 銀座店）
- どんちゃんさわぎin〜ハロウィン〜(2019年10月29日、Circus Tokyo）
- Happy Birthday！濱健人（2020年2月7日 成城ホール）MC担当
- バレンタインもどんちゃんさわぎ（2020年2月14日、シダックスカルチャーホール）

### ユニットメンバー
1. 1 2 3 4 5 6  明石達真（黒木陽人）、柳川彗（古田一晟）、綾崎小麦（安田駿）、折笠凛久（美藤大樹）
2. 1 2 3  久瀬光希（住谷哲栄）、錦戸佐門（長谷徳人）、五十嵐比呂（小宮逸人）、紺野梓（遠藤淳）、胡桃沢タクミ（観世智顕）
3. 1 2 3  藤原蒼志（澤田龍一）、伊勢谷全（大町知広）、真田淳之介（服部想之介）、高千穂亜樹（梅田修一朗）
4. 1 2 3  宗像十夜（近衛秀馬）、碓井千紘（小野将夢）、香坂安吾（三浦勝之）
5. 1 2 3  上條雅楽（榊原優希）、清水弦心（田中文哉）